# Goma-2
Goma-2 är ett högexplosivt ämne för industriell användning (mest gruvarbete) av Unión Española de Explosivos S.A. Det är ett geléaktigt, nitroglykol-baserat sprängämne mestadels använt i Spanien.
Det har använts av separatistgruppen ETA under 1980-talet och 1990-talet och finns i två varianter, Goma-2 EC och Goma-2 ECO.